# جین رامی
جین رامی (به انگلیسی: Gin Rummy)، یک بازی کارتی دو نفره است که با ۵۲ کارت استاندارد بازی می‌شود. این بازی از خانواده بازی‌های رامی است و شباهت زیادی به بازی ریم دارد.

## شروع بازی
پخش‌کننده به هر بازیکن ۱۰ کارت می‌دهد. بقیه کارت‌ها رو به پایین روی میز قرار می‌گیرد. کارت بالایی رو به بالا برگردانده شده و در کنار دیگر کارت‌ها قرار می‌گیرد. هر بازیکن این امکان را دارد که کارتی را که رو به بالا است را برداشته و به دست خود اضافه کند. اگر یکی از بازیکنان آن را بردارد، باید یک کارت رو به بالا را بجای آن بگذارد و نوبت به بازیکن دیگر می‌رسد. اگر هیچ‌یک از بازیکنان مایل به گرفتن کارت اولیه که رو به بالا است نباشند، نوبت به بازیکن غیر پخش‌کننده می‌رسد.
سپس هر بازیکن به نوبه خود یا کارت بالایی را از کارت‌های رو به بالا یا کارت بالایی را از روی کارت‌های رو به پایین برمی‌دارد و آن را به دست خود اضافه می‌کند. سپس بازیکن هر کارتی را (ممکن است همان کارتی باشد که در همان نوبت کشیده شده‌است) رو به بالا روی کارت‌های رو به بالا می‌گذارد.

## هدف بازی
هدف در این بازی این است که از کارت‌هایی که در دست داریم ست درست کنیم. ست، مجموعه‌ای از سه یا چند کارت است که یک سری یا یک دنباله را تشکیل می‌دهند. برای مثال ۸۸۸ یا 2345. هرگاه امتیاز بازیکنی به امتیاز توافق شده قبل از شروع بازی برسد (معمولا ۱۰۰ یا ۵۰)، برنده می‌شود.

## امتیازگیری
بازیکنان به نوبت به برداشتن و گذاشتن کارت‌ها ادامه می‌دهند تا زمانی که یکی از حالت‌های زیر انجام بگیرد:

### ضربه
زمانی که مجموع امتیاز کارت‌های ست نشده در دست یک بازیکن به کمتر یا مساوی ۱۰ برسد، می‌تواند ضربه بزند. با این کار بازیکنان کارت‌های خود را برمی‌گردانند و حریف مجموع امتیاز کارت‌های ست نشده خود را می‌شمارد. سپس به اندازه اختلاف امتیازها، بازیکنی که ضربه زده امتیاز می‌گیرد. ولی اگر امتیاز کارت‌های ست شده بازیکنی که ضربه زده‌است بیشتر یا مساوی حریف باشد، حریف علاوه بر امتیاز اختلاف، ۲۵ امتیاز اضافی نیز می‌گیرد.

### جین

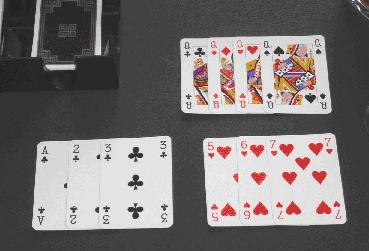
یک دست جین رامی که همه کارت‌ها ست شده‌اند

هر گاه تمام ۱۰ کارت یک بازیکن ست شود، می‌تواند اعلام جین کرده و ۲۵ امتیاز به علاوه امتیاز کارت‌های ست نشده حریف بگیرد.

### بیگ جین
زمانی که بعد از برداشت کارت، تمام ۱۱ کارت موجود در دست بازیکنی ست باشند، می‌تواند اعلام بیگ جین کرده و علاوه بر امتیاز جین، ۶ امتیاز اضافی بگیرد.

## تاریخچه
دو تئوری مشترک دربارهٔ ریشه و مبدأ بازی رامی وجود دارد که تأیید می‌کند مبدأ این بازی مکزیک یا چین در قرن نوزدهم میلادی بوده‌است. تئوری نخست که در کتاب Complete Hoyle فاستر آمده حاکی از این است که این بازی در مکزیک در اوایل دهه ۱۸۹۰ میلادی تحت عنوان بازی کانکویان مطرح شده‌است که با ۴۰ کارت از دسته کارت‌های اسپانیایی بازی می‌شده و سبک آن ترکیب یا ملد کارت‌ها بوده‌است. دومین تئوری می‌گوید این بازی ریشه اش به آسیا بر می‌گردد و رامی به نوعی از بازی معروف چینی ماهجونگ نشأت گرفته‌است.